# Ганьсу Тяньма
«Ганьсу Тяньма» (кит. (甘肃天马足球俱乐部) — бывший профессиональный футбольный клуб из г.Ланьчжоу, Ганьсу, КНР. Расформирован в 2004 году.

## История
Команда была основана в 1999 году,
 однако сразу не смогла попасть в Лигу Цзя-А. В 2001 году команда выкупила права на клуб «Тяньцзинь Лифэй» и получила право занять его место в первой лиге.
В 2003 году четыре матча за клуб провёл известный английский футболист Пол Гаскойн, забил два мяча, однако затем ушел из команды, которая переживала трудности.
В 2003 году клуб сменил название на «Нинбо Яома».
В 2004 году команда вновь вылетела в третий дивизион и была продана клубу «Ланьва Дунчэн», который затем переехал в Гонконг.

### Изменение названия
- 1999-2001: Ганьсу Тяньма 甘肃天马
- 2001: Ланьчжоу Хуанхэ 兰州黄河
- 2002: Ганьсу Нункэнь甘肃农垦
- 2003: Нинбо Яома 宁波耀马
- После 2004: Ланьва